# Krškopoljski prašič
Krškopoljski prašič je edina ohranjena slovenska avtohtona pasma prašičev. Nastala je v Posavju, predvsem v dolinah, morda tudi na južnem delu Štajerske. Na območju širše Dolenjske so leta 1851 prevladovali dolgi, klapouhi, večji del črni ali pa prekasti prašiči, nekateri tudi kratki s pokončnimi ušesi. Krškopoljskega prašiča je podrobneje opisal in prvič na novo poimenoval Rohrman leta 1899.

## Razvoj pasme
Krškopoljsko pasmo prašičev so rejci načrtno oplemenjevali s pasmami sufolk, berkšir, cornwall, wessexwessex in sattelschwein (Kastelic, 2008). Nenačrtno je prišlo do parjenj s padovanskimi oziroma laškimi prašiči, hrvaškimi, bosanskimi, srbskimi pasmami prašičev (pikci, turopoljci, sremska pasma prašičev …), z drugimi prisotnimi pasmami na tem področju in z divjim prašičem. Oplemenjevanje in pretapljanje se je izvajalo tudi z belimi pasmami prašičev (jorkšir, heševska, nemška oplemenjena in deželna, češka bela, holandska bela) ter s pasmama duroc in pietrain. Z genotipom teh pasem je prašič izgubil značilno opasanost, zaradi česar je bil izločen iz populacije krškopoljskega prašiča. Z izvajanjem povratnih križanj so rejci del genotipa navedenih pasem vključili v populacijo krškopoljskega prašiča. Glede na veliko populacijo krškopoljskih prašičev med letoma 1851 in 1970 lahko sklepamo, da je bil delež genov tujih pasem v populaciji krškopoljskih prašičev majhen, povečal se je lahko po letu 1970. Pasma sattelschwein je z uvozom leta 2003 pomembno vplivala na ohranitev populacije krškopoljskega prašiča in je v populaciji močneje zastopana.
Z razvojem pasme (z oplemenjevanjem, odbiro, s selekcijo, z vplivi okolja) se je spreminjala zunanjost krškopoljskih prašičev. Srednje dolga ozka glava z ravnim čelom in rilcem je postala krajša in širša, nosni profil pa je postal konkaven. Koža je bila sprva tanka, redkeje poraščena s finimi ščetinami, pozneje je postala debelejša in močnejša, ščetine goste, močne in bleščeče, leta 1991 pa je bila ponovno zabeležena redkejša poraščenost. Obarvanost prašičev je skozi celotno obdobje ostala podobna, pasasta, ušesa so bila vedno viseča, vendar ne nujno enako dolga. Od leta 1956 do 2006 se je dolžina živali zmanjšala, obseg, širina in višina so se povečali, glava podaljšala.
Krškopoljski prašič je po letu 1990 zaradi spoznavanja vrednosti biotske raznovrstnosti pridobil na pomenu. Avtohtone pasme so postale sestavni del biotske raznovrstnosti. Biotska raznovrstnost je pridobila znanstveni, ekonomski, estetski in etični pomen. Ohranjanje raznovrstnosti je postalo nacionalna in kulturna obveza posameznika, naroda in človeštva. Začelo se je načrtno ohranjanje pasme.
Iz enega kubičnega milimetra vzorca lahko potrdimo ali ovržemo, ali je jed, mesni izdelek ali meso iz krškopoljskega prašiča (Habazin in Kastelic, 2022). Društvo rejcev krškopoljskih prašičev (priznana rejska organizacija za pasmo krškopoljski prašič) vse odkrite nepravilnosti posreduje veterinarski in tržni inšpekciji ter uradu za varstvo potrošnikov.

## Ogroženost pasme
Pasma krškopoljski prašič je bila v preteklosti po eni strani ogrožena z vpeljevanjem vedno novih pasem, po drugi pa z omejevanjem območja reje in pomanjkanjem ustreznih merjascev ter določilom, da morajo vsi plemenski merjasci izvirati iz rodovniške reje – vzrejnega središča. Na območju okraja (današnje upravne enote) Novo mesto se je črnopasaste merjasce lahko redilo na območjih kmetijskih zadrug Škocjan, Šmarjeta, Šentjernej in Brusnice . Drugje po novomeškem okraju pa se naj bi vpeljevali beli merjasci, le v Stopičah naj bi en rejec redil enega belega in enega pasastega merjasca. Z novo obravnavo pasme leta 1961 naj bi bili dovoljeni krškopoljski merjasci na območju zadrug Šentjernej in Kostanjevica ter delu območja zadrug Videm – Krško in Brežice, drugje pa bi se smeli uporabljati le še do konca leta 1961.
Učinek omejevanja na začetku šestdesetih letih dvajsetega stoletja še ni bil velik, saj je komisija za licenciranje spomladi 1961 pregledala 73 merjascev, od tega 37 belih in 36 krškopoljskih, leta 1963 pa 56 merjascev, med njimi le devet belih švedske in holandske pasme ali njunih križancev. Nekateri krškopoljski merjasci so bili prav lepi in posamezni med njimi so bili oplemenjeni s pasmo wessex (Zapisnik seje Sveta …, 1961c). Za široko rejo je bilo uvoženih po 10 merjascev in mladic pasem wessex in sattelschwein. Na sestanku skupščine občine Novo mesto je bila podana informacija, da so kmetijske organizacije uvozile v letu 1969 tri plemenske merjasce sedlaste pasme. Kmečki rejci so še naprej obdržali belo žlahtno in požlahtnjeno pasmo ter delno črnopasasto pasmo. Manjše število svinj črnopasaste pasme je vzdrževal Kmetijski inštitut Slovenije v kontroli proizvodnosti. 
Po letu 1970 se je začelo strogo izvajati določila o obvezni uporabi licenciranih merjascev. Ker se licenciranih merjascev krškopoljske pasme ni dalo dobiti, oziroma se jih ni dalo licencirati, so bili vsi merjasci krškopoljske pasme kastrirani. Prijavitelji nelicenciranih merjascev so prejeli celo denarne nagrade, kastracija pa je bila izvedena ob prisotnosti policije. Po mnenju rejca je bila »kravata« strah in trepet krškopoljskih prašičev (Marinček, 2006, cit. po Luzar, 2006). Do leta 1990 se je krškopoljski prašič ohranil le še na 40 kmetijah in tri izmed njih so bile takrat vključene v selekcijsko delo.
V populaciji prašičev krškopoljske pasme je bilo od leta 1993 do 2001 največ 30 plemenskih svinj in štirje merjasci na vsega treh kmetijah. Leta 2001 je prišlo do zamenjave izvajalca selekcijskih opravil. Delo v okviru KGZS - Zavoda NM je prevzel Andrej Kastelic. Vpeljana so bila tudi neposredna plačila za rejo avtohtonih pasem domačih živali, ekološki rejci pa so dobili priporočilo za uporabo avtohtonih in tradicionalnih pasem domačih živali. Vse to je privedlo do povečevanja staleža plemenskih živali pasme krškopoljski prašič. Leta 2006 je bilo 83 starih plemenskih svinj in pripuščenih mladic ter 21 merjascev krškopoljske pasme, ki bi lahko prispevali ustrezno potomstvo v naslednjo generacijo. Na začetku leta 2010 je bilo na 33 kmetijah 128 plemenskih svinj in 30 merjascev. Pasma je še vedno ogrožena, napredek pa je kljub vsemu velik.

## Plodnost krškopoljskih prašičev
Pri starih svinjah je bilo od leta 1993 do konca prve polovice leta 2006 rojenih 11,58, živorojenih 10,42 pujskov na gnezdo (Kastelic, 2008). Delež mrtvorojenih pujskov je bil 9,59 %, izgubljenih 21,09 in izgub rojenih 29,18 % pujskov. Starost mladic je bila ob prvem 352,41 dni in uspešnem pripustu 366,64 dni, starost ob prvi prasitvi 480,90 dni. Laktacija je trajala 41,43 dni, interim obdobje 28,24 dni, poodstavitveni premor 31,86 dni in servis perioda 77,56 dni. Doba med prasitvama je bila 193,00 dni, doba od prasitve do izločitve 167,12 dni ter dolžina laktacije pred izločitvijo 43,84 dni. Na posamezne lastnosti mer plodnosti so statistično značilno (P≤0,05) vplivali leto, sezona, rejec, genotip svinje in merjasca, zaporedna prasitev, poodstavitveni premor in dolžina predhodne laktacije.

## Posebna kakovost mesa prašičev krškopoljske pasme
Sredi 20. stoletja je Gril opravil primerjavo šunke krškopoljskih prašičev in švedske landrace. Ocenjevanje se je izvajalo z ocenami od 1 do 3. Za vse tri lastnosti je dobila šunka krškopoljskega prašiča boljšo oceno (Gril, 1965). Posebno izrazita je bila razlika med pasmama v trdoti in okusnosti šunke. Boljšo kakovost mesa avtohtonih pasem od sodobnih ugotavljajo tudi drugje po svetu (Dunn, 1996, Santos e Silva in sod., 2000, Laboue in sod., 2000, cit. po Čandek Potokar in sod., 2003). So pa sicer avtohtone pasme običajno slabše v rasti v primerjavi s sodobnimi pasmami in nekoliko bolj zamaščene. Razmerje telesnih delov je običajno nekoliko manj ugodno. V poizkusu pitanja desetih krškopoljskih prašičev po volji z močno krmo so le ti dosegali dnevne priraste tudi prek 1 kg (Kastelic in sod., 2001), kar je več kot je pričakovana rast prašičev sodobnih pasem v konvencionalni reji. Pri krmljenju z močno krmo po volji je pričakovana tudi večja zamaščenost.
Čandek Potokar in sod. (2003) navajajo, da so pravili poizkus s pečenjem mesa krškopoljskega prašiča pri 71,6 °C in ocenjevali aromo, sočnost, mehkobo na 7 stopenjski lestvici. Izdelali so tudi sušeno šunko (2 tedna v soli pri 2-4 °C, nato 9 tednov 4-6 °C pri 70-85 % vlažnosti,  in sušenje 42 tednov pri 14-20 °C pri 60-80% vlažnosti, nato še zamazanje z mastjo in zelišči ter še 5 tednov sušenja). Skupna ocena vseh lastnosti je bila višja za pršut krškopoljskega prašiča v primerjavi s križanci. Šunka prašičev krškopoljske pasme ima boljši videz, intenzivnost barve, marmoriranost in aromo (Čandek Potrokar in sod., 2003). Znano pa sicer je, da je meso krškopoljskega prašiča še posebej primerno za predelavo v suhomesnate izdelke, ki se v okusu dopolnjujejo z vinom cviček.